# Meteorit Willamette
El meteorit Willamette és un dels escassos meteorits metàl·lics (que representen un 7% de tots els meteorits, i un dels més grans) i està constituït per un aliatge de ferro i níquel, en què el primer component és majoritari (90%). La forma i la mida recorden l'escarabat de Volkswagen, i pesa prop de 15 tones. Es creu que es va formar juntament amb el sistema solar, fa prop de 4.500 milions d'anys, i que, després d'incomptables revolucions al voltant del Sol durant milers d'anys, es va precipitar a la Terra, a la vall de Willamette, a Oregon, als Estats Units d'Amèrica. És el meteorit més gran que s'ha trobat en aquest país i és el sisè més gran del món. Actualment, es troba exposat al Museu Americà d'Història Natural de Nova York.

## Característiques físiques del meteorit

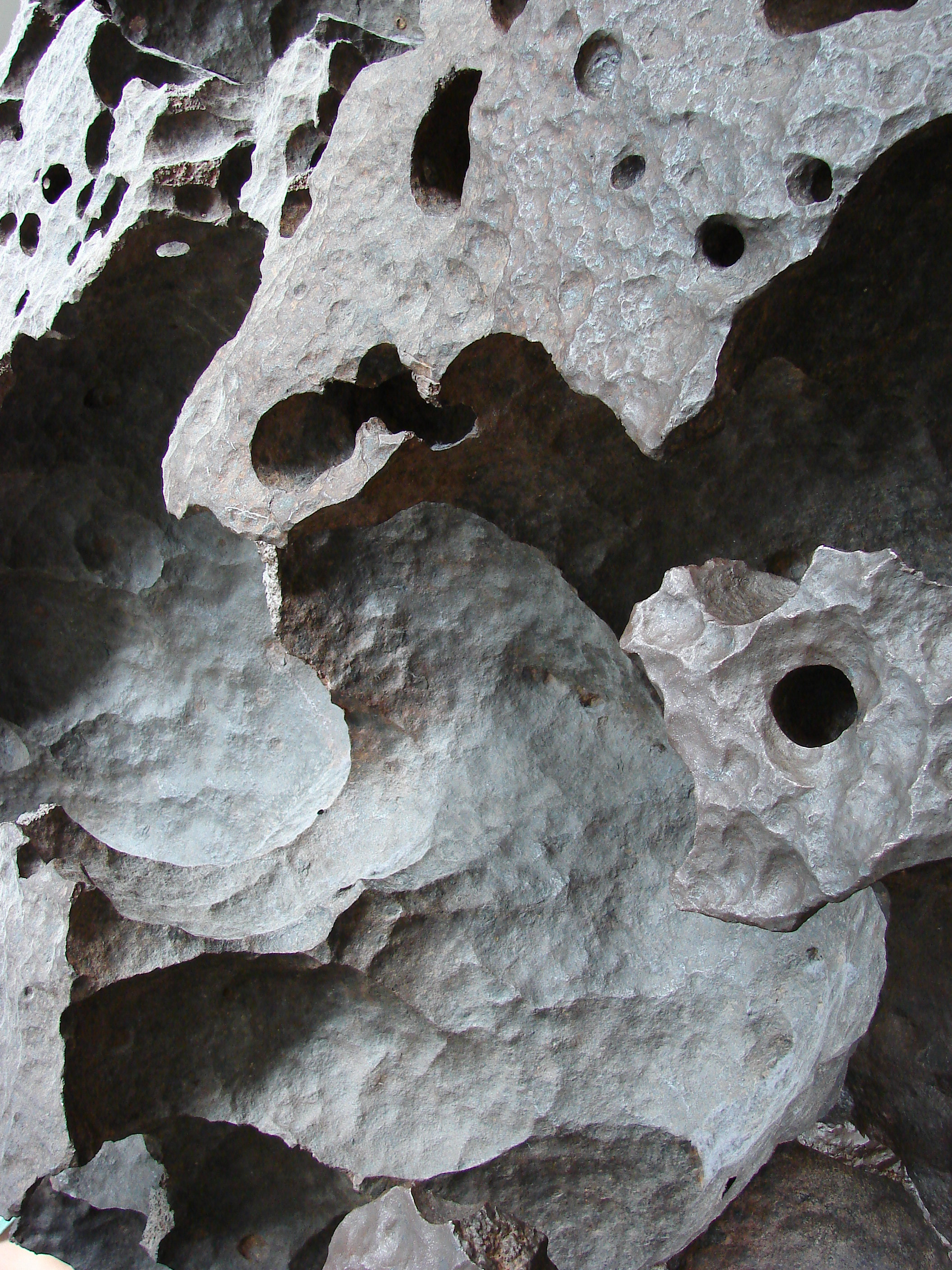
Primera plana d'una part del meteorit Willamette

El meteorit Willamette és un dels 233 membres del grup IIIAB, que és la classe més ben representada dels meteorits de ferro en comparació amb els membres del subgrup IIIA, que estan constituïts per textures d'octaedrita, més gruixuda. El Grup IIIAB conté diversos membres prominents, que representen alguns dels ferros més grans que s'han trobat mai. Alguns membres IIIAB contenen grans nòduls de trilita i grafit, però les inclusions de silicat són estranyes. Només per citar-ne alguns, en són els gegants de Cap York, Chupaderos, capó reial, i Willamette. El meteorit Willamette pesa al voltant de 15.000 kg (15 tones). El seu volum aproximat és de 3 metres d'altura per 2 metres d'amplada i 1,3 metres de profunditat. Té unes esquerdes molt profundes que són el resultat d'haver entrat a alta velocitat a l'atmosfera de la Terra. Quan va aterrar va estar exposat durant milers d'anys a l'aigua de la pluja, que interactuà amb un tipus d'àcid sulfúric que va dissoldre lentament les proporcions del meteorit. Aquests fets van provocar, molt lentament, que al meteorit li sorgissin aquestes esquerdes que encara duren avui dia. Té una estructura recristal·litzada amb unes traces d'un patró, anomenat Widmanstätten mitjà, que es deuen al creixement de dos aliatges de ferro i níquel que es van originar en refredar-se l'asteroide progenitor del meteorit a velocitats d'uns graus per milió d'anys.

## Història del meteorit Willamette al segle XX

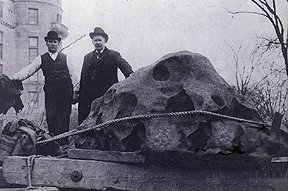
El meteorit Willamette, a principis del segle XX

A la tardor del 1902, Ellis Hughes es va trobar davant d'un gran tros de metall mentre recollia llenya al bosc. Es va adonar que era un meteorit però també que aquell gran tros de metall enterrat a terra no era al seu terreny, sinó al del seu veí, propietat de l'Oregon Iron and Steel Company. Després de pensar-ho molt, va decidir traslladar la gran peça metàl·lica al seu terreny, que estava a més d'un quilòmetre de distància, en un terreny molt irregular i boscós, amb l'ajuda del seu fill de 15 anys i un cavall. Va trigar bastants mesos a aconseguir-ho. Aquest és el motiu que explica per què no es va trobar un cràter al lloc on estava ubicat el meteorit. Quan, finalment, va tenir el meteorit en la seva propietat, el va encerclar i el va exhibir en públic per cobrar uns diners per entrada. La notícia de l'exhibició d'un meteorit es va difondre molt ràpid per tot l'estat i va atreure tota mena de gent, científics, turistes, etc. L'Oregon Iron and Steel Company va enviar al lloc un advocat que va comprovar que el meteorit provenia dels terrenys de la companyia, gràcies al fet d'haver vist el camí que va fer Hughes per poder-lo traslladar, i va interposar una demanda. En el judici, Hughes va admetre que havia traslladat el meteorit del seu lloc original però va argumentar, en favor seu, que el meteorit, prèviament, també havia estat propietat dels indis Clackamas, que l'utilitzaven com a pedra sagrada. Per tant, una propietat privada abandonada podia ser agafada lliurement. El jutge va dictaminar a favor de l'empresa. Anys més tard, en una exposició del meteorit a Portland, aquest va ser comprat pel mecenes William Dodge, per 20.600 dòlars, i el va donar al Museu d'Història Natural de Nova York.

## Rèpliques

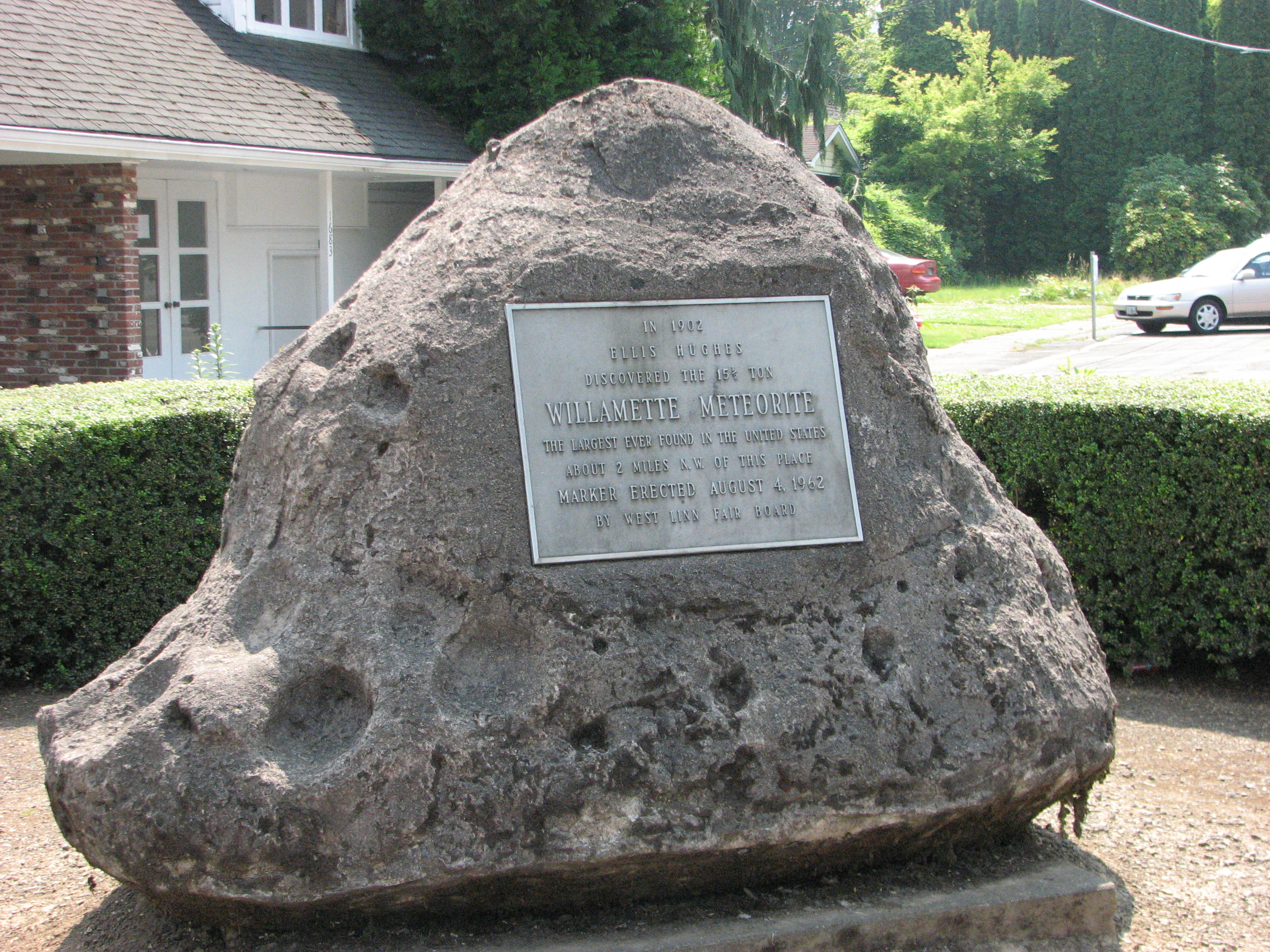
Una petita replica del meteorit Willamette, West Linn, Oregon

Hi ha una rèplica del meteorit a Eugene, Oregon, fora de la Universitat d'Oregon. Una altra còpia del meteorit Willamette és a prop de l'església metodista de Willamette a West Linn, Oregon. Totes les còpies són a la regió on va ser trobat: Oregon. Podem llegir que en la placa posa: «El 1902 Ellis Hughes va descobrir el meteorit Willamette, de 15 tones i mitja, el més gran que s'ha trobat als Estats Units, a uns 2 km al nord-oest d'aquest lloc. Aquest marcador va ser erigit el 4 agost del 1962 per West Linn Fair Board.»